# Basttjärnen (Nordmarks socken, Värmland)
Basttjärnen är en sjö i Filipstads kommun i Värmland och ingår i Göta älvs huvudavrinningsområde.